# Гиданський півострів
Гида́нський півострів (рос. Гыда́нский полуостров) — півострів на півночі Західносибірської низовини, видається в Карське море між Тазівською і Обською губами на заході і Єнісейською затокою на сході.
Довжина півострова становить бл. 400 км, ширина — до 400 км.
Поверхня — рівнина з пагорбами, складена переважно морськими й льодовиковими антропогенними відкладеннями; на півдні переходить у Танамську височину, заввишки до 200 м.
Територія півострова адміністративно повністю входить до складу Тазівському району Ямало-Ненецького автономного округу. На північному краю півострова діє державний природний заповідник «Гиданський».
Клімат полярний. Середні температури січня складають −26...−30 °C; липня — +4...+11,5 °C (дані 1970-х років). Кількість опадів — 200—300 мм на рік.
Рослинність — переважно тундрова (мохи, лишайники, кущі); на півдні — лісотундрове рідколісся.
Місцеве населення, у тому числі корінні ненці, займаються оленярством, мисливством і рибальством.
На півострові — поклади природного газу.